# Garmisch Challenger 1993
Il Garmisch Challenger 1993 è stato un torneo di tennis facente parte della categoria ATP Challenger Series nell'ambito dell'ATP Challenger Series 1993. Il torneo si è giocato a Garmisch in Germania dal 1 al 7 marzo 1993 su campi in cemento indoor.

## Vincitori

### Singolare
Martin Laurendeau ha battuto in finale  Patrick Baur con il punteggio di 6–0, 6–4

### Doppio
Mike Bauer /  Alexander Mronz hanno battuto in finale  Filip Dewulf /  Tom Vanhoudt con il punteggio di 7–6, 3–6, 6–2